# Lurdez da Luz
Lurdes da Luz (estilizado para nome artístico de Lurdez da Luz), é uma cantora, Rapper e compositora brasileira. Ela é integrante do grupo Mamelo Sound System.

## Vida e carreira
Lurdez nasceu em São Paulo, mãe de um filho, iniciou seu gosto pelo rap em 1994, e pelo final do da década de 90, ingressou no grupo de hip hop Mamelo Sound System, como vocais principais e secundários.
Ela iniciou sua carreira solo em 2009. Em 2010 ela lançou o primeiro single, Andei, para à promoção de sua primeira gravação solo de estúdio, o EP Lurdez da Luz (álbum). Tal faixa também recebeu videoclipe, que foi indicado ao Video Music Brasil 2011 como o "Melhor Videoclipe". Lurdez, ainda em 2008, gravou uma colaboração com o grupo 3 na Massa, na faixa "Sem Fôlego", para o seu primeiro álbum de estúdio.
Luz já colaborou com rappers e cantores como Rodrigo Brandão, Jorge Du Peixe, MC Stefanie, Rob Mazurek, Chicago Underground e Exploding Star Orchestra, além de Guilherme Granado do Hurtmold e Bodes & Elefantes; tais como os produtores músicais DJ Mako, DJ PG e Rump. Lurdez já fez parcerias nacionais com artistas como Black Alien, Naná Vasconcelos, DJ Marky, Nação Zumbi, J.T. Meirelles, Mundo Livre S/A, Hurtmold e Thaíde & Dj Hum, e também colaborações internacionais, como com Afrika Bambaataa, Wax Poetic, DJ J.Period do Zion I; e Rahzel, o beatboxer do grupo The Roots.

## Discografia

### Álbuns de estúdio
- Lurdez da Luz (2010)
- "Gana pelo bang" (2014)
- Acrux - Ao Vivo (2017)